# Aberdyfi
Aberdyfi (ang. Aberdovey) – wieś w zachodniej Walii, w hrabstwie Gwynedd (historycznie w Merionethshire), położona na północnym brzegu estuarium rzeki Dyfi (Dovey), blisko jej ujścia do zatoki Cardigan, na skraju parku narodowego Snowdonia. W 2011 roku wieś liczyła 725 mieszkańców.
W przeszłości w miejscowości funkcjonował port i przemysł stoczniowy, których okres świetności przypadł na XIX wiek. Przez port wywożone były łupki i kora dębowa, a wwożone – zwierzęta hodowlane, węgiel, wapień i drewno. W siedmiu stoczniach w latach 1840–1880 zbudowano 45 statków żaglowych. W 1863 roku do Aberdyfi dotarła kolej. W XX wieku Abedyfi przekształciło się w ośrodek turystyczny.